# レッドテトラ
レッドテトラ (Hyphessobrycon amandae)とは、カラシン目に分類される魚類の一種。ファイヤーテトラとも呼ばれる。観賞魚として人気である。

## 名称
別名はファイヤーテトラだが、フレームテトラ(Hyphessobrycon flammeus)とは別種。英語ではember (残り火) からエンバーテトラと呼ばれる。種小名は探検家のHeiko Bleherの母親の名前に由来する。

## 分布と生態
ブラジルのアラグアイア川流域に分布。植物の多い浅場に生息する。雑食で、植物や無脊椎動物を捕食する。

## 形態
全長2 cm程度と小型のテトラ。名前の通り体は赤色からオレンジ色で、腹鰭付近は半透明。

## 飼育
飼育が簡単なので初心者向け。温和な性格のため混泳も可能ではあるが、小型種のため体格差には特に注意が必要。
- pH：弱酸性〜中性
- 温度：24〜27度
- 餌：人工飼料（顆粒）が適しているがフレーク餌でも口に入れば大丈夫。
- 繁殖：テトラの中においては比較的簡単といわれる。
- 寿命：3〜4年